# Joseph Merrick
Joseph Carey Merrick (ur. 5 sierpnia 1862 w Leicesterze, zm. 11 kwietnia 1890 w Londynie), znany jako człowiek-słoń, słynny w epoce wiktoriańskiej z powodu niezwykłego zniekształcenia ciała spowodowanego nieznaną wówczas chorobą. Przyczyna choroby Merricka do dziś budzi kontrowersje. Z powodu błędu popełnionego przez Sir Fredericka Trevesa w książce The Elephant Man and Other Reminiscences (1923), niekiedy jest określany jako John Merrick. Z tą wersją imienia losy Merricka zostały zobrazowane w filmie Davida Lyncha Człowiek Słoń z 1980 roku.

## Życiorys
Joseph Merrick urodził się w 1862 roku w Leicester, jako syn Mary Jane (z domu Potterton) i Josepha Rockleya Merricka. Najstarszy z trójki, miał młodszego brata i siostrę. W autobiograficznej notatce Merrick wspomina, że pierwsze deformacje zaczęły się, gdy miał 3 lata. Były to małe wypukłe guzki po lewej stronie ciała. Jego matka zmarła, gdy miał 12 lat. W rodzinnych zapiskach księgowych istnieją notatki, że ona również była w jakiś sposób zdeformowana fizycznie. Ojciec ponownie się ożenił, lecz macocha nie chciała młodego Josepha w domu. Został on więc zmuszony do utrzymywania się na własną rękę ze sprzedaży ulicznej. Cały czas prześladowany przez macochę i miejscowe dzieci, w końcu opuścił dom rodzinny.
Dwa razy zamieszkał w domu dla robotników Leicester Union, lecz przez większość swojego życia nie był w stanie wykonywać jakichkolwiek prac fizycznych. 29 sierpnia 1884 roku rozpoczęły się jego występy w cyrku objazdowym. W czasie trasy jeden z występów miał miejsce na tyłach pustego sklepu na Mile End Road, gdzie zauważył go medyk Frederick Treves. Od niego Merrick otrzymał wizytówkę i zaproszenie do szpitala w celu przeprowadzenia badań medycznych. W roku 1886 wyruszył do Belgii w poszukiwaniu pracy, co było skutkiem zakazu występów cyrków objazdowych w Wielkiej Brytanii. W Belgii został obrabowany i porzucony przez swojego opiekuna.

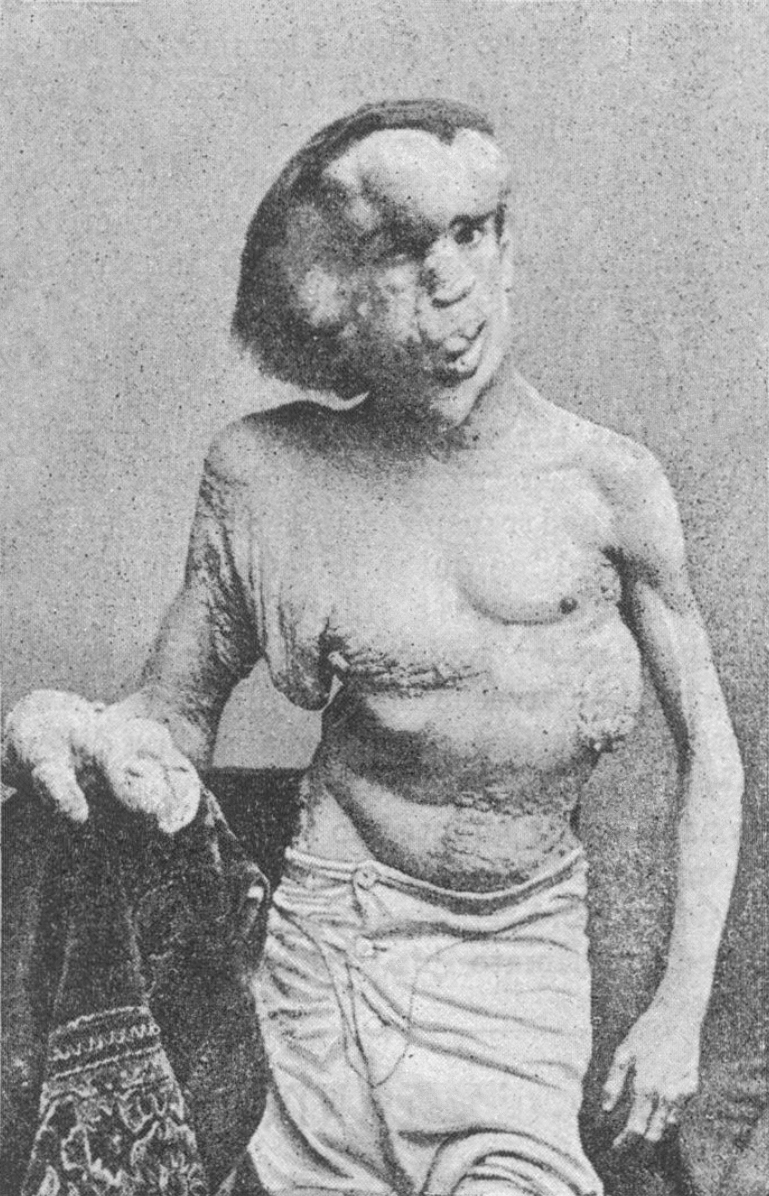
Zdjęcie z roku 1889.

W czasie powrotu do Londynu doszło do niemiłego incydentu na stacji kolejowej Liverpool Street, gdzie Merrick został rozpoznany i okrzyknięty jako „potwór”. W tym stadium choroby nie był w stanie mówić z powodu kilkakrotnego zapalenia oskrzeli i dalszych deformacji twarzy. W końcu trafił pod opiekę szpitala w Londynie, gdzie doktor Frederick Treves postarał się dla niego o stałą kwaterę. Merrick dobrze się tam czuł i bardzo dobrze rozwijał. Za sprawą Księżnej Walii Aleksandry wyższe klasy wykazały zainteresowanie osobą Merricka. Potem pieczę nad jego losem objęła Królowa Wiktoria. Doktor Treves wypowiadał się, że Merrick zawsze chciał znaleźć się w szpitalu dla niewidomych, gdzie miałby szansę odnaleźć kobietę, która chciałaby związać się z nim, nie zwracając uwagi na jego wygląd. W ostatnich latach życia Merrick odzyskał spokój ducha w pisaniu i spacerach.
Latem 1887 roku wakacje spędził na obszarze Fawsley Hall, Northamptonshire. Na tę wycieczkę wybrał się powozem z zasłoniętymi żaluzjami, by nie zwracać niczyjej uwagi. Odwiedził te rejony jeszcze dwa razy, w roku 1888 i 1889. Mógł tam wypocząć od zgiełku londyńskich ulic, zawarł kilka przyjaźni, zbierał dzikie rośliny, by je potem zabrać do domu. Mieszkał w szpitalu w Londynie aż do śmierci 11 kwietnia 1890 roku (ukończył 27 lat). Przyczynę śmierci uznano za naturalną (przemieszczenie w karku w czasie snu, spowodowane dużym ciężarem jego głowy). Jego szkielet jeszcze niedawno można było zobaczyć w Royal London Hospital. Obecnie istnieje muzeum ku jego pamięci.

## Choroba i rodzina
Początkowo uznano, że Joseph Carey Merrick cierpiał na słoniowaciznę, czyli obrzęk na skutek utrudnionego odpływu chłonki. W 1971 roku Ashley Montagu rozpoznał chorobę Merricka jako chorobę genetyczną – nerwiakowłókniakowatość typu 1 (dawniej choroba von Recklinghausena). W roku 1986 schorzenie Merricka zdiagnozowano jako zespół Proteusza. Doktor Charis Eng ogłosił w roku 2003, że test DNA uzyskanego z próbek włosów i kości Merricka nie dowiódł mutacji genu, obserwowanej w zespole Proteusza. Zbadano również linię genetyczną Merricka. Odnaleziono wnuczkę wujka Merricka, Pat Selby i pobrano próbki jej DNA w celu rozwiązania zagadki. Odkryto również, że siostra Merricka, Merion Eliza cierpiała na zapalenie szpiku kości/rdzenia, zmarła w wieku 23 lat na skutek zatrucia pokarmowego.